# Friedrich-Wilhelm von Sell
Friedrich-Wilhelm Freiherr von Sell (* 23. Januar 1926 in Potsdam; † 20. Oktober 2014 in Berlin) war Intendant des WDR und ORB.

## Werdegang
Friedrich-Wilhelm von Sell, Sohn des Offiziers Ulrich von Sell und dessen Ehefrau Augusta, beendete seine Schullaufbahn an der Schule Schloss Salem 1944 mit dem Abitur. Am 30. Januar 1944 beantragte er die Aufnahme in die NSDAP und wurde zum 20. April desselben Jahres aufgenommen (Mitgliedsnummer 9.735.531). Sell konnte sich später nicht daran erinnern, einen Antrag gestellt zu haben, allerdings war nach aktuellem Forschungsstand eine Aufnahme ohne eigenes Zutun nicht möglich. Danach wurde er zur Wehrmacht eingezogen und befand sich nach dem Ende des Zweiten Weltkrieges bis 1946 in britischer Kriegsgefangenschaft.
Anschließend studierte er Rechtswissenschaften und Philosophie an der Universität Erlangen und der FU Berlin, seine juristischen Staatsexamen legte er 1950 und 1955 in Berlin ab. Nach seiner Tätigkeit als Verwaltungsdirektor und Justitiar beim Sender Freies Berlin und Deutschlandfunk war er ab August 1960 Prokurist sowie Syndikus der Deutschen Kreditsicherungs-KG und bei der „Treuhandverwaltung für das Deutsch-Niederländische Finanzabkommen GmbH (Tredefina)“. 1971 wurde er Verwaltungs- und Finanzdirektor des Westdeutschen Rundfunks und führte eine Organisations- und Buchhaltungsreform ein, um Sensibilität gegenüber ökonomischen Prinzipien in den Programmdirektionen zu entwickeln. Ab 1976 war er neun Jahre WDR-Intendant, 1978 und 1979 ARD-Vorsitzender. In dieser Zeit war er maßgeblich für die Regionalisierung des WDR und den Aufbau mehrerer Landesstudios des Kölner Senders verantwortlich. Ab 1985 arbeitete er wieder als Rechtsanwalt in Köln und Bonn, 1991 war er Gründungsintendant des Ostdeutschen Rundfunks Brandenburg (ORB).
Friedrich-Wilhelm von Sell war mit Barbara „Barra“ von Sell geborene Meller verheiratet.

## Kinder
- Philipp von Sell, Filmproduzent, ehemals verheiratet mit Esther Ofarim, heute verheiratet mit Philine von Sell
- Julia von Sell, Schauspielerin, Regisseurin

## Ehrungen
Friedrich-Wilhelm von Sell wurde am 12. Dezember 1986 mit dem Verdienstorden des Landes Nordrhein-Westfalen ausgezeichnet.

## Schriften
- Friedrich-Wilhelm von Sell: Mehr Öffentlichkeit! Erinnerungen. Zu Klampen Verlag, Springe 2006, ISBN 3-934920-89-6.